# Nà Khoa
Nà Khoa là xã thuộc huyện Nậm Pồ, tỉnh Điện Biên, Việt Nam.

## Địa lý
Xã Nà Khoa nằm ở phía tây huyện Nậm Pồ, có vị trí địa lý:
- Phía đông giáp xã Nậm Tin
- Phía tây giáp xã Nậm Nhừ
- Phía nam giáp xã Nà Hỳ và xã Nậm Chua
- Phía bắc giáp xã Na Cô Sa và xã Pa Tần.

Xã Nà Khoa có diện tích 65,34 km², dân số năm 2022 là 3.855 người, mật độ dân số đạt 58 người/km².

## Hành chính
Xã Nà Khoa được chia thành 7 bản.

## Lịch sử
Ngày 21 tháng 3 năm 2006, Chính phủ ban hành Nghị định số 27/2006/NĐ-CP về việc thành lập xã Nà Khoa thuộc huyện Mường Nhé trên cơ sở 12.691,49 ha diện tích tự nhiên và 4.531 nhân khẩu của xã Nà Hỳ.
Ngày 25 tháng 8 năm 2012, Chính phủ ban hành Nghị quyết số 45/NQ-CP về việc:
- Thành lập xã Nậm Nhừ trên cơ sở điều chỉnh 5.993,73 ha diện tích tự nhiên và 2.615 nhân khẩu của xã Nà Khoa.
- Chuyển xã Nà Khoa thuộc huyện Mường Nhé về huyện Nậm Pồ mới thành lập quản lý.

Sau khi điều chỉnh địa giới hành chính, xã Nà Khoa còn lại 6.557,42 ha diện tích tự nhiên và 3.175 nhân khẩu.
Ngày 6 tháng 12 năm 2019, HĐND tỉnh Điện Biên ban hành Nghị quyết số 148/NQ-HĐND về việc thành lập bản Nà Khoa trên cơ sở bản Nà Khoa 1 và bản Nà Khoa 2.